# Fossilanapis
Genre
Fossilanapis est un genre fossile d'araignées aranéomorphes de la famille des Anapidae.

## Distribution
Les espèces de ce genre ont été découvertes dans de l'ambre de la mer Baltique. Elles datent du Paléogène.

## Liste des espèces
Selon The World Spider Catalog 15.5 :
- †Fossilanapis anderseri Wunderlich, 2004
- †Fossilanapis baetcheri Wunderlich, 2004
- †Fossilanapis eichmanni Wunderlich, 2004
- †Fossilanapis flexiotarsus Wunderlich, 2004
- †Fossilanapis multispinae Wunderlich, 2011
- †Fossilanapis saltans Wunderlich, 2004
- †Fossilanapis unispinum Wunderlich, 2004

## Publication originale
- (en) Wunderlich, 2004 : The fossil spiders of the family Anapidae s. l. (Aeaneae in Baltic, Dominican and Mexican amber and their extant relatives, with the description of a new subfamily Comarominae. Beiträge zur Araneologie, vol. 3, p. 1020–1111.